# Selecció d'handbol del Canadà
La selecció d'handbol del Canadà és l'equip format per jugadors d'handbol del Canadà per representar la Federació d'handbol del Canadà en les competicions internacionals organitzades per la Federació Internacional d'Handbol o pel Comitè Olímpic Internacional. Un dels èxits més grans d'aquesta selecció va ser el 1979 al Campionat Panamericà. Va participar en el Campionat Mundial d'Handbol Masculí de 2005.

## Historial
Jocs Olímpics;
- 1936 - no va participar-hi
- 1972 - no va participar-hi
- 1976 - 11a posició
- 1980 - no va participar-hi
- 1984 - no va participar-hi
- 1988 - no va participar-hi
- 1992 - no va participar-hi
- 1996 - no va participar-hi
- 2000 - no va participar-hi
- 2004 - no va participar-hi
- 2008 - no va participar-hi

Campionats del Món
- 1938 - no va participar-hi
- 1954 - no va participar-hi
- 1958 - no va participar-hi
- 1961 - no va participar-hi
- 1964 - no va participar-hi
- 1967 - 16a posició
- 1970 - no va participar-hi
- 1974 - no va participar-hi
- 1978 - 15a posició
- 1982 - no va participar-hi
- 1986 - no va participar-hi
- 1990 - no va participar-hi
- 1993 - no va participar-hi
- 1995 - No va participar-hi
- 1997 - no va participar-hi
- 1999 - no va participar-hi
- 2001 - no va participar-hi
- 2003 - no va participar-hi
- 2005 - 23a posició
- 2007 - no va participar-hi
- 2009 - no va participar-hi

Campionats d'Amèrica
- 1979 -  Subcampiona
- 1981 - no va participar-hi
- 1983 -  Tercera
- 1985 - 6a posició
- 1989 - 4a posició
- 1994 - no va participar-hi
- 1996 - 5a posició
- 1998 - 6a posició
- 2000 - no va participar-hi
- 2002 - no va participar-hi
- 2004 -  Tercera
- 2006 - no va participar-hi
- 2008 - 7a posició